# 인제교육도서관
인제교육도서관은 대한민국 강원특별자치도 인제군 소재의 도서관이다.

## 연혁
- 1988. 09. 09 인제군 공공도서관 설치조례 제1156호 공포
- 1988. 11. 20 인제군 공공도서관 준공식
- 1989. 03. 23 인제군 공공도서관 개관
- 1991. 03. 02 인제도서관으로 명칭 개칭(강원도조례 제2201호, 91. 3. 25)
- 2000. 11. 30 전국문화기반시설 장려상표창(문화관광부장관)
- 2001. 02. 20 인제평생학습관 지정(강원도교육청 지정)
- 2002. 06. 01 금빛평생교육봉사단 활동
- 2003. 05. 13 디지털자료실 개실
- 2004. 12. 17 국회전자도서관 원문(DB)이용 협정체결
- 2009. 06. 30 유아실 개실
- 2013. 03. 01 인제교육도서관으로 명칭 개칭(강원도조례 제43조)
- 2016.03.01 춘천교육문화관 인제분관으로 조직개편 (강원도교육규칙 제738호 2016.2.29.전부개정)

## 이용 안내
이용 시간
- 일반자료코너, 참고자료코너, 아동자료코너: 매일 09:00-18:00
- 디지털자료실: 매일 09:00-18:00
- 열람실: 매일 08:00-23:00

휴관일
- 정기휴관일: 매주 월요일, 법정공휴일
- 임시휴관일: 특별한 사유로 관장이 지정하는 날